# Oratorio (Guatemala)
Oratorio es un municipio en el Departamento de Santa Rosa, de la República de Guatemala; está ubicado a 78 km de la Ciudad de Guatemala sobre la Ruta CA-8 con dirección hacia El Salvador. Sus habitantes se dedican a la agricultura y en menor grado a la ganadería. La producción agrícola es principalmente de maíz y frijol (para autoconsumo, con pocos fines comerciales), café (para fines eminentemente comerciales, durante la temporada comprendida entre noviembre y febrero), arroz, maicillo, caña y otros de menor importancia.
En la constitución del Estado de Guatemala que se promulgó en 1825, luego de la Independencia de Centroamérica en 1821, Oratorio fue parte del Circuito de Cuajiniquilapa para la impartición de justicia por medio de juicios de jurados, en el Distrito 3.º (Mita).
El 3 de junio de 2016 capturaron al exalcalde Abel Sandoval por los delitos de lavado de dinero y otros activos; Sandoval fue alcalde durante cuatro períodos y fue diputado del Congreso de la República de Guatemala de 2004 a 2008.
Su fiesta titular se lleva a cabo el 27 de febrero al 3 de marzo, dedicada a la Sagrada Familia. Otra de las ferias más conocidas en Oratorio es la de la Finca El Soyate, que en el mes de enero del 13 al 15 celebran su fiesta patronal en honor al Cristo Negro de Esquipulas.Esta feria se celebra desde el año 1957, de las ferias más antiguas de Oratorio.

## División política
Sus aldeas son: La Providencia, La Ceibilla, El Sitio, El Guayabo, Finca El Soyate, La Canoa, Las Cabezas (de mayor desarrollo socioeconómico), El Jocotillo, Santa Rosita y La Virgen, varios caseríos y fincas.
"1 pueblo, 22 aldeas, 32 caseríos, 86 fincas y 4 parajes"

## Gobierno municipal
Los municipios se encuentran regulados en diversas leyes de la República, que establecen su forma de organización, lo relativo a la conformación de sus órganos administrativos y los tributos destinados para los mismos.  Aunque se trata de entidades autónomas, se encuentran sujetos a la legislación nacional y las principales leyes que los rigen desde 1985 son:
| N.º | Ley                                                | Descripción |
| --- | -------------------------------------------------- | --- |
| 1   | Constitución Política de la República de Guatemala | Tiene una regulación legal específica para los municipios en los artículos 253 al 262. |
| 2   | Ley Electoral y de Partidos Políticos              | Ley de carácter constitucional aplicable a los municipios en el tema de la conformación de sus autoridades electas. |
| 3   | Código Municipal                                   | Decreto 12-2002 del Congreso de la República de Guatemala. Tiene la categoría de ley ordinaria y contiene preceptos generales aplicables a todos los municipios, e inclusive contiene legislación referente a la creación de los municipios.             |
| 4   | Ley de Servicio Municipal                          | Decreto 1-87 del Congreso de la República de Guatemala. Regula las relaciones entra la municipalidad y los servidores públicos en materia laboral. Tiene su base constitucional en el artículo 262 de la constitución que ordena la emisión de la misma. |
| 5   | Ley General de Descentralización                   | Decreto 14-2002 del Congreso de la República de Guatemala. Regula el deber constitucional del Estado, y por ende del municipio, de promover y aplicar la descentralización y desconcentración económica y administrativa.                                |

El gobierno de los municipios de Guatemala está a cargo de un Concejo Municipal mientras que el código municipal —ley ordinaria que contiene disposiciones que se aplican a todos los municipios— establece que «el concejo municipal es el órgano colegiado superior de deliberación y de decisión de los asuntos municipales […] y tiene su sede en la circunscripción de la cabecera municipal». Por último, el artículo 33 del mencionado código establece que «[le] corresponde con exclusividad al concejo municipal el ejercicio del gobierno del municipio».
El concejo municipal se integra con el alcalde, los síndicos y concejales, electos directamente por sufragio universal y secreto para un período de cuatro años, pudiendo ser reelectos.
Existen también las Alcaldías Auxiliares, los Comités Comunitarios de Desarrollo (COCODE), el Comité Municipal del Desarrollo (COMUDE), las asociaciones culturales y las comisiones de trabajo. Los alcaldes auxiliares son elegidos por las comunidades de acuerdo a sus principios y tradiciones, y se reúnen con el alcalde municipal el primer domingo de cada mes, mientras que los Comités Comunitarios de Desarrollo y el Comité Municipal de Desarrollo organizan y facilitan la participación de las comunidades priorizando necesidades y problemas.
En Oratorio (cabecera municipal) se encuentra el edificio municipal, siendo esta la construcción más sobresaliente del lugar. Hay además Centro de Salud, Centros Educativos desde preprimaria hasta diversificado, Juzgado de Paz, Registro Civil, servicio de Banco y Policía Nacional Civil (PNC).
Los beneficios que se han llevado a cabo son: planta de tratamientos aguas negras, pavimentación aldea La Ceibilla, pavimentación calle central aldea La Providencia, pavimentación aldea La Ceiba, mejoramiento sistema de agua potable de Oratorio, mejoramiento de alumbrado público, instalación de agua potable a las siguientes aldeas: aldea El Jocotillo, aldea La Virgen, Santa Isabel.
Los alcaldes que ha habido en el municipio son:
| Período         | Nombre                     | Breve descripción |
| --------------- | -------------------------- | --- |
| Cuatro períodos | Abel Sandoval              | El 3 de junio de 2016 capturaron al exalcalde Sandoval por los delitos de lavado de dinero y otros activos. Sandoval fue alcalde durante cuatro períodos y fue diputado del Congreso de la República de Guatemala de 2004 a 2008; fue miembro de varias agrupaciones políticas durante su carrera política, entre ellos el Partido de Avanzada Nacional, la Gran Alianza Nacional y la Unidad Nacional de la Esperanza. |
| 2016-2020       | Ely Yovani Orozco Martínez | |

## Historia

### Tras la Independencia de Centroamérica
En la constitución del Estado de Guatemala que se promulgó en 1825, se menciona que Oratorio era parte del Circuito de Cuajiniquilapa para la impartición de justicia, en el Distrito 3.º (Mita; junto a ella pertenecían a ese circuito Cuajiniquilapa, Mataquescuintla, Los Esclavos, Concepción, la Vega, el Pino, los Verdes, los Arcos, Corral de Piedra, San Juan de Arana, el Zapote, Santa Rosa, Jumay, las Casillas y Epaminondas.

### Demarcación política de Guatemala de 1902
En 1902, el gobierno del licenciado Manuel Estrada Cabrera publicó la Demarcación Política de la República, y en ella se describe a Oratorio así: «su cabecera es el pueblo del mismo nombre, a 20 km de Cuajiniquilapa, ocupa una extensión superficial de 480 caballerías.  Su clima es templado en unos puntos y caliente en otros, y las producciones principales son: café, caña de azúcar, maíz y frijol. Posee terrenos propios para repastos, y su industria más importante es la crianza de ganado».